# Avtotomija
Avtotomija ali samoamputacija je vedenjski vzorec, ki se pojavlja pri nekaterih živalskih vrstah in pri katerem žival odvrže eno ali več svojih okončin. Gre za tip obrambnega mehanizma, s katerim žival zamoti plenilca z delom svojega telesa ali se izvije iz plenilčevega prijema z amputacijo ujete okončine. Nekatere tovrstne živalske vrste lahko izgubljene okončine kasneje regenerirajo, a pri tem porabijo veliko svojih energijskih rezerv. Avtotomija se je v evolucijskem razvoju živali pojavila večkrat; posedujejo jo namreč živalske vrste, ki niso v bližnjem sorodstvu.

## Avtotomija pri vretenčarjih

### Plazilci
Pojav avtotomije je najbolj poznan pri kuščarjih, nekaterih močeradih in tuatarah, ki amputirajo svoj rep, ko so ujeti. Pogosto se izpuščen rep silovito premika in oponaša žival v bolečinah, kar preusmerja pozornost plenilca od živali, ki lahko v tem času pobegne. Raziskave kažejo, da so mnogi repi kuščarjev modri, saj intenzivno modra barva odvrača pozornost plenilca od kuščarjevega prednjega dela in tako povečuje verjetnost, da bo plenilec svoj napad usmeril na kuščarjev zadnji del, ta pa bo lahko zaradi samoamputacije ubežal. Vrstno specifična je regeneracija repa, ki navadno traja od nekaj tednov do več mesecev. Zrasel rep je funkcionalno podoben prejšnjemu, a je navadno manjši, drugačne barve in teksture ter ima ogrodje iz hrustanca (namesto iz kostnega tkiva, kot je običajno). Med gekoni je nekaj vrst, ki repa po izvršeni avtotomiji ne regenerirajo. Pri večini vrst plazilcev se avtotomija zgodi, ko na rep deluje dovolj velika sila, pri nekaterih vrstah pa se pojavlja tudi prava avtotomija, pri čemer kuščarji rep odvržejo sami, ko so pod dovolj velikim stresom.

### Mehanizem, učinkovitost in stroški
Izguba repa ima poleg energijskih stroškov tudi stroške povezane s socialnim statusom, saj so samci brez repov ali s krajšimi repi manj privlačni za samice in imajo posledično zmanjšane paritvene možnosti. Pri vrsti Coleonyx brevis samice proizvajajo manjša jajčeca ali teh sploh ne ustvarjajo, če so nedavno doživele avtotomijo. Izgubo repa in s tem zmanjšano paritveno privlačnost uporabljajo nekatere vrste plazilcev pri tekmovanju med samci, pri čemer uspešnejši samci vzpostavljajo socialno dominanco in zmanjšujejo fitnes tekmecev s prisilno amputacijo nasprotnikovega repa.
Avtotomijo vretenčarji izvedejo le izjemoma, saj so stroški regeneracije in zmanjšanega paritvenega uspeha zelo veliki. Hkrati je pri tem prizadet tudi imunski sistem – pršice in ostali patogeni imajo večji negativni vpliv na kuščarje brez repa, katerim zmanjšujejo življenjsko dobo. Obenem je rep pogosto založni organ in ključen dejavnik pri lokomociji (premikanju), kar mu le še poveča vrednost za specifični osebek. Posledično so mnoge vrste razvile prilagoditvene dejavnike, ki se odvijajo po izvršeni avtotomiji. Nekatere zaradi izgubljenih energijskih zalog postanejo manj aktivne, druge se bodo vrnile na mesto, kjer so rep odvrgle in ga pojedle ter tako povrnile vsaj del izgubljenih hranil. Opaženo je bilo tudi, da amputirani kuščarji napadejo svoje tekmece in jim povzročijo avtotomijo, da lahko pojedo njihov rep in na tak način pridobijo izgubljene ter potrebne snovi.

### Sesalci
Pri sesalcih je avtotomija zelo redka. Opazovani sta bili dve vrsti miši, Acomys kempi in Acomys percivali, ki sta zmožni avtotomije kože, če ju zagrabi plenilec. Raziskave kažejo, da ti dve miši po samoamputaciji popolnoma regenerirata vso izgubljeno tkivo; znova jima zrastejo lasni mešički, znojnice, povrhnjica, usnjica, dlaka in hrustanec.

## Avtotomija pri nevretenčarjih
Samoamputacija se pojavlja tudi pri nevretenčarjih, kjer ta vedenjski vzorec izvaja preko 200 različnih vrst. Avtotomija je običajno posledica mehanskega dražljaja s strani plenilca, lahko pa se zgodi tudi kot odgovor na kemične, termične ali električne dražljaje.

### Členonožci
Obstoj samoamputacije pri rakih uporabljajo na primer določeni prebivalci Floride, ki živalim odstranijo eno ali obe klešči in jih vrnejo v njihov naravni habitat, da si tam izgubljene okončine regenerirajo. Na tak način si ljudje zagotavljajo neprestano obnavljanje specifičnega vira hrane. Raziskave kažejo, da mnogo rakov brez klešč hitreje pogine, pri čemer se verjetnost za smrt poveča pri osebkih, ki so jim odstranili obe klešči. Nekatere vrste pajkov rodu Argiope izvedejo avtotomijo posameznih okončin, če so jih tja pičile ose ali čebele. Pri pajkih se lahko sicer avtotomija dogaja tudi med parjenjem – pri križevcu (Araneidae) vrste Nephilengys malabarensis iz jugovzhodne Azije so odkrili pojav, ko samec med parjenjem odlomi svoj palp (okončino za prenos sperme) in z njim začepi spolno odprtino samice, palp pa tudi po tem nadaljuje z iztiskanjem sperme. S tem si poveča možnost, da se bo izognil kanibalizmu samice in če preživi, varuje »svojo« samico pred tekmeci.
Bolj poznana je avtotomija pri čebelah, ki po piku samoamputirajo želo in del zadka, kar pa pogosto povzroči smrt same čebele, saj odstranjen del navadno vsebuje živčne ganglije, razne mišice in končni del prebavnega sistema. Čebele matice na svojem želu nimajo nazobčanih robov in jim tako po piku ni treba izvesti avtotomije.

### Iglokožci
Pri iglokožcih se samoamputacija pojavlja pri brizgačih (pogosteje imenovanih tudi morske kumare), ki izvržejo notranje organe, ko so soočeni s stresorjem. Izgubljene organe so zatem zmožni regenerirati. Nekatere morske zvezde odvržejo svoje krake. Ugotovljeno je bilo, da je v določenih primerih iz odvrženih krakov zrasla nova morska zvezda.

### Mehkužci
Avtotomije se poslužujejo nekatere vrste glavonožcev (denimo hobotnice), pri katerih samčeva specializirana lovka, ki je namenjena razmnoževanju, pri paritvi odpade. Izjemen primer avtotomije je bil opisan pri morskih polžih iz rodu Elysia, ki so sposobni odvreči celotno telo in ga nato regenerirati iz glave, vključno s srcem. Po drugi strani odvrženo telo ne more regenerirati glave. Funkcija tako obsežne avtotomije ni jasna; beg pred plenilci ni verjetna razlaga, saj traja postopek več ur, morda pa se žival na ta način znebi zajedavcev ali v telesu nakopičenih toksinov, bodisi se osvobodi, če se zaplete v alge.